# Кузьменко Микола Гнатович
Микола Гнатович Кузьменко (30 квітня 1929, село Журавка, тепер Варвинського району Чернігівської області — ?) — український радянський діяч, шахтар, новатор виробництва, бригадир вибійників та машиніст гірничого комбайна шахти імені Артема тресту «Дзержинськвугілля» комбінату «Артемвугілля» Сталінської (Донецької) області. Депутат Верховної Ради УРСР 5-го скликання. Герой Соціалістичної Праці (29.06.1966).

## Біографія
Народився у селянській родині. Батько загинув на фронтах Другої світової війни.
Закінчив шість класів сільської школи та курси механізаторів. Два роки працював трактористом колгоспу Варвинського району Чернігівської області.
У квітні 1947 року скерований військкоматом на навчання у групу вибійників школи фабрично-заводського навчання (ФЗН) міста Артемове Сталінської області. Навчався у школі ФЗН чотири місяці.
З 1947 року — вибійник, бригадир вибійників шахти імені Артема тресту «Дзержинськвугілля» комбінату «Артемвугілля» міста Артемове Дзержинської міськради Сталінської (Донецької) області. Закінчив курси машиністів врубових машин.
Член КПРС з 1958 року.
З 1960-х років — машиніст гірничого комбайна, бригадир бригади механізаторів шахти імені Артема тресту «Дзержинськвугілля» комбінату «Артемвугілля» міста Артемове Дзержинської міськради Донецької області.
Потім — на пенсії у місті Артемове (тепер — Залізне) Донецької області.

## Нагороди
- Герой Соціалістичної Праці (29.06.1966)
- орден Леніна (29.06.1966)
- орден Жовтневої Революції
- орден Трудового Червоного Прапора
- медаль «За трудову відзнаку» (1951)
- знак «Шахтарська слава» ІІІ ст.
- знак «Шахтарська слава» ІІ ст.
- знак «Шахтарська слава» І ст.
- звання «Почесний шахтар СРСР»
- звання «Заслужений шахтар Української РСР»
- почесний громадянин міста Дзержинська (Торецька)